# IC 2420
IC 2420 је галаксија у сазвјежђу Хидра која се налази на листи објеката дубоког неба у Индекс каталогу.
Деклинација објекта је + 3° 6' 4" а ректасцензија 8h 51m 33,7s. Привидна величина (магнитуда) објекта IC 2420 износи 13,7 а фотографска магнитуда 14,7. IC 2420 је још познат и под ознакама CGCG 33-14, PGC 24883.